# Pheidole calimana

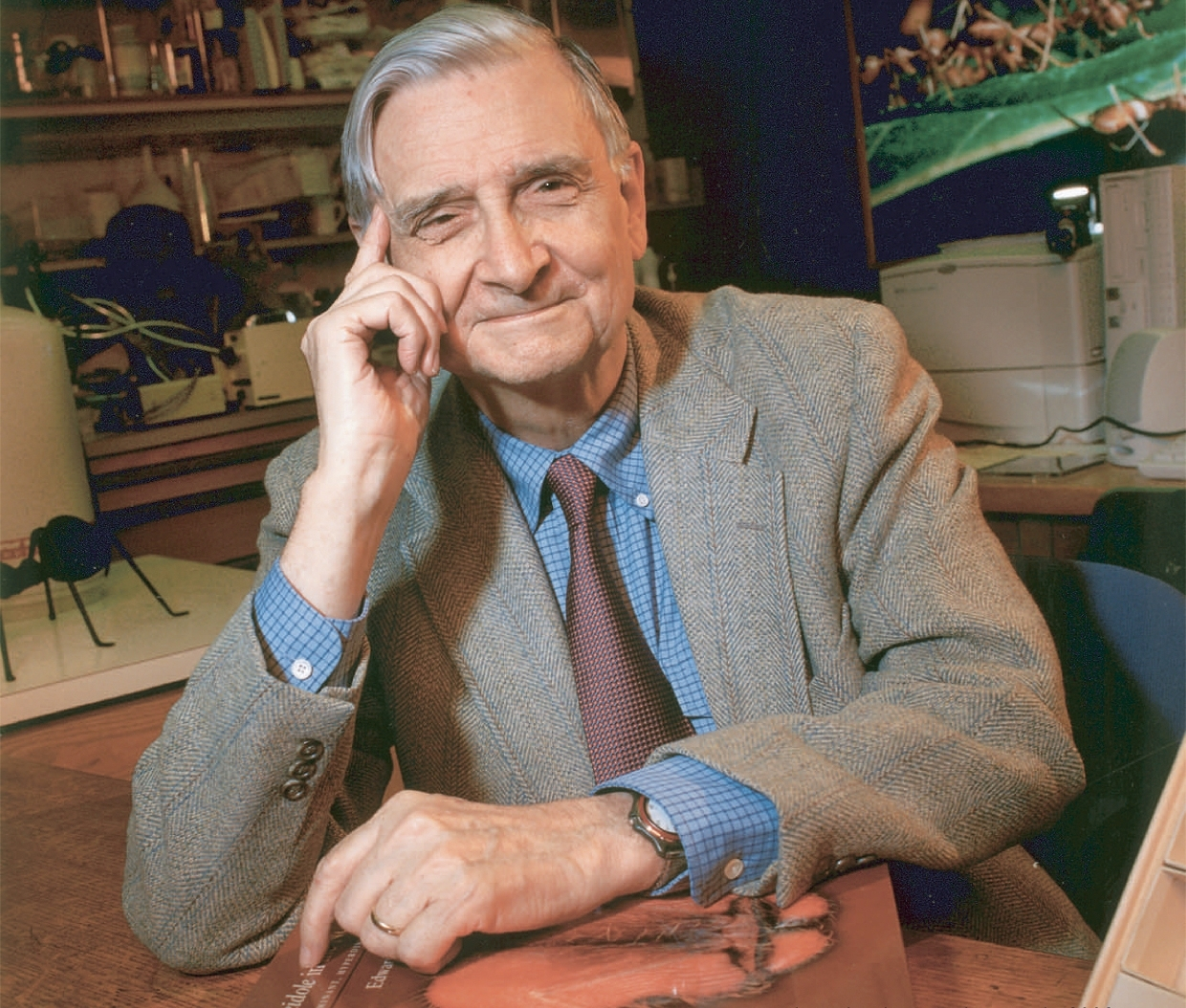
Профессор Эдвард Уилсон, автор первого описания вида.

Pheidole calimana  (лат.) — вид муравьёв рода Pheidole из подсемейства Myrmicinae (Formicidae). Новый Свет.

## Распространение
Южная Америка: Колумбия, Mun. Buenaventura (Bajo Calima).

## Описание
Мелкие земляные мирмициновые муравьи, длина около 2—3 мм, солдаты желтовато-коричневого цвета (характерные для рода большеголовые солдаты крупнее). Проподеум выпуклый. Затылочный край головы солдат вогнутый. Усики рабочих 12-члениковые с 3-члениковой булавой. Ширина головы крупных солдат — 0,92 мм (длина головы — 0,94 мм). Ширина головы мелких рабочих 0,44 мм, длина головы 0,54 мм, длина скапуса — 0,70 мм. Стебелёк между грудкой и брюшком состоит из двух члеников: петиолюса и постпетиолюса (последний четко отделен от брюшка). Pheidole calimana относится к видовой группе Pheidole diligens Group и сходен с видами Pheidole cataractae, но отличается шипиками заднегрудки, гладким и блестящим пронотумом и длинными бороздками на голове. Вид описан в 2003 году американским мирмекологом профессором Эдвардом Уилсоном и назван по имени места обнаружения типовой серии (Bajo Calima).